# Alejandro Martínez Chorro
Alejandro Martínez Chorro (* 28. Mai 1998 in San Vicente del Raspeig) ist ein spanischer Bahnradsportler, der auf die Kurzzeitdisziplinen spezialisiert ist.

## Sportlicher Werdegang
2015 wurde Alejandro Martínez spanischer Junioren-Meister im Teamsprint. Im Jahr darauf errang er bei den Junioren-Europameisterschaften die Bronzemedaille im 1000-Meter-Zeitfahren.  2016 errang er vier nationale Junioren-Titel. Ab 2017 startete er in der Elite. 2020 entschied er sich, sich von dem Deutschen Bill Huck in Cottbus trainieren zu lassen, da er den Eindruck hatte, dass er sich nicht weiter verbessere.
Bei den Bahnradsport-Weltmeisterschaften 2022 belegte Martínez Chorro im 1000-Meter-Zeitfahren Rang drei und stellte dabei mit 59,871 Minuten einen neuen spanischen Rekord auf. Bei den Europameisterschaften 2023 wurde er Vize-Europameister im Zeitfahren.

## Erfolge
2015
- Spanischer Junioren-Meister – Teamsprint (mit Mikel Montoro und  Manuel Peñalver )

2016
- Junioren-Europameisterschaft – 1000-Meter-Zeitfahren
- Spanischer Junioren-Meister – Sprint, Keirin, 1000-Meter-Zeitfahren, Teamsprint (mit Mikel Montoro und Manuel Peñalver)

2021
- Spanischer Meister – 1000-Meter-Zeitfahren

2022
- Weltmeisterschaft – 1000-Meter-Zeitfahren
- Spanischer Meister – Sprint, 1000-Meter-Zeitfahren, Teamsprint (mit Gerard Montoro Balbastre und Daniel Sanchez Borrell)

2023
- Europameisterschaft – 1000-Meter-Zeitfahren
- Spanischer Meister – Keirin, 1000-Meter-Zeitfahren, Teamsprint (mit David Lucas Plá und David Ramon Ramos Consuegra)